# Joe Chambers
Joseph (Joe) Chambers (Stoneacre (Virginia), 25 juni 1942) is een Amerikaans jazzdrummer.

## Biografie
Joe Chambers bezocht de Chester Highschool in Chester, later een jaar lang het Philadelphia Conservatory en daarna de American University in Washington. Daarna trad Chambers op in de regio en Washington, voordat hij in 1963 naar New York ging. Daar werkte hij vervolgens met muzikanten als Eric Dolphy en Freddie Hubbard, met wie hij het album Breaking Point opnam in 1964. Hij speelde drums bij Jimmy Giuffre en Andrew Hill, vanaf midden jaren zestig ook met Bobby Hutcherson, Joe Henderson en Sam Rivers. Met Wayne Shorter nam hij het album Adam's Apple op in 1966.
In 1970 werd hij lid van het percussie-ensemble M'Boom van Max Roach. Daarnaast trad hij op met jazzlegenden als Sonny Rollins, Tommy Flanagan, Charles Mingus en Art Farmer. Met Tommy Flanagan en Reggie Workman formeerde hij het Super Jazz Trio. Eind jaren zeventig werd hij co-leader van de band van Larry Young en speelde hij in de band van Karl Ratzer met Jeremy Steig en Eddie Gomez. Tijdens de jaren tachtig maakte hij opnamen onder Chet Baker en Ray Mantilla.
Chambers is ook actief als onderwijzer aan de New School for Jazz and Contemporary Music in New York, waar hij de Outlaw Band leidt. In 2008 aanvaardde hij de Thomas S. Kenan-leerstoel als Distinguished Professor of Jazz in het departement voor muziek aan de University of North Carolina in Wilmington.

## Discografie

### Als bandleider
- 1974: The Almoravid (Muse Records)
- 1976: New World (Finite)
- 1978: Double Exposure (Muse Records)
- 1981: New York Concerto
- 1992: Phantom of the City
- 1998: Mirrors (Blue Note Records)
- 2002: Urban Grooves (441 Records)
- 2006: The Outlaw (Savant Records)
- 2010: Horace to Max (Savant Records)
- 2016: Landscapes (Savant Records)
- 2021: Samba de Maracatu (Blue Note Records)
- 2022: Dance Kobina (Blue Note Records)

Met M'Boom
- 1973: Re: Percussion (Strata-East Records)
- 1979: M'Boom (Columbia Records)
- 1984: Collage (Soul Note Records)

### Als sideman
Met Donald Byrd
- 1964: Mustang! (Blue Note Records)
- 1969: Fancy Free (Blue Note Records)

Met Chick Corea
- 1966: Tones for Joan's Bones (Atlantic Records)

Met Miles Davis
- 1969: The Complete in a Silent Way Sessions (Columbia Records)

Met Art Farmer
- 1979: Something Tasty (Baystate)

Met Don Friedman
- 1966: Metamorphosis (Prestige Records)

Met Jimmy Giuffre
- 1965: New York Concerts: The Jimmy Giuffre 3 & 4, ed. 2014

Met Joe Henderson
- 1966: Mode for Joe (Blue Note Records)
- 1992: Joe Henderson Big Band (Polygram Records)

Met Andrew Hill
- 1964: Andrew!!! (Blue Note Records)
- 1965: One for One (Blue Note Records)
- 1965: Compulsion!!!!! (Blue Note Records)

Met Freddie Hubbard
- 1964: Breaking Point (Blue Note Records)

Met Bobby Hutcherson
- 1965: Dialogue (Blue Note Records)
- 1965: Components (Blue Note Records)
- 1966: Happenings  (Blue Note Records)
- 1965-1968: Spiral (Blue Note Records)
- 1967: Oblique (Blue Note Records)
- 1968: Patterns (Blue Note Records)
- 1968: Total Eclipse (Blue Note Records)
- 1969: Medina (Blue Note Records)
- 1969: Now! (Blue Note Records)

Met Hubert Laws
- 1972: Wild Flower (Atlantic Records)

Met Charles Mingus
- 1972: Charles Mingus and Friends in Concert (Columbia Records)
- 1978: Something Like a Bird (Atlantic Records)
- 1978: Me, Myself and Eye (Atlantic Records)

Met Sam Rivers
- 1965: Contours (Blue Note Records)

Met Woody Shaw
- 1965: Cassandranite (Muse Records)

Met Archie Shepp
- 1965: Fire Music (Impulse! Records)
- 1965: On This Night (Impulse! Records)
- 1965: New Thing at Newport (Impulse! Records) (ook met opnamen van John Coltrane)
- 1969: For Losers (Impulse! Records)
- 1969: Kwanza (Impulse! Records)
- 1977: On Green Dolphin Street (Denon)

Met Wayne Shorter
- 1965: Et Cetera (Blue Note Records)
- 1965: The All Seeing Eye (Blue Note Records)
- 1966: Adam's Apple (Blue Note Records)
- 1967: Schizophrenia (Blue Note Records)

Met The Super Jazz Trio
- 1978: The Super Jazz Trio (Baystate Records)
- 1980: The Standard (Baystate Records)

Met Hidefumi Toki
- 1978: City (Baystate Records)

Met Charles Tolliver
- 1969: Paper Man (Black Lion Records)

Met McCoy Tyner
- 1967: Tender Moments (Blue Note Records)

Met Miroslav Vitouš
- 1969: Infinite Search (Embryo Records/Atlantic Records)

Met Tyrone Washington
- 1967: Natural Essence (Blue Note Records)

Met Joe Zawinul
- 1970: Zawinul (Atlantic Records)

- Bibsys: 2133959
- Bibliothèque nationale de France: cb13892356r (data)
- Gemeinsame Normdatei: 134345770
- International Standard Name Identifier: 0000 0001 1467 1399
- Library of Congress Control Number: n81149295
- MusicBrainz: 74061fae-e2c8-4fea-92b9-b03012cc81ef
- Nationale Bibliotheek van Tsjechië: xx0045141
- Nationale Bibliotheek van Israël: 987007347028905171
- Nederlandse Thesaurus van Auteursnamen: 073636460
- Réseau des bibliothèques de Suisse occidentale: 02-A006018732
- Istituto Centrale per il Catalogo Unico: LO1V332224
- SNAC: w6z0589r
- Système universitaire de documentation: 132777975
- Virtual International Authority File: 7573461
- WorldCat: E39PBJqqythbYdPQXTMhbFdhHC